# Talis afra
Talis afra là một loài bướm đêm trong họ Crambidae.